# Tehachapi Loop
Tehachapi Loop – fragment linii kolejowej o długości 1,17 km w formie spiralnej, obiekt z listy krajowych zabytków inżynieryjnych USA.
Linia wraz ze spiralą Tehachapi Loop należy do Union Pacific Railroad, która w 1996 r. przejęła go wraz ze spółką Southern Pacific Railroad. Z linii korzystają pociągi towarowe tej spółki oraz spółki BNSF Railway. Pociągi pasażerskie po linii nie kursują – z wyjątkiem pociągu Coast Starlight, który może korzystać z trasy w ramach objazdu.

## Historia
Spirala Tehachapi Loop jest położona w pobliżu przełęczy Tehachapi w Górach Tehachapi, leży na terenie hrabstwa Kern w południowej Kalifornii. Została zbudowana przez Southern Pacific Railroad w latach 1874–1876 na linii łączącej Bakersfield i dolinę San Joaquin w celu łagodnego pokonania pochyłego terenu dzięki zmniejszeniu pochylenia podłużnego toru. Spirala ma 1,17 km długości i umożliwia pokonanie 23-metrowej różnicy poziomów przy pochyleniu nieprzekraczającym 2,2‰. Tehachapi Loop została zbudowana bez wykorzystania ciężkiego sprzętu, ekipy budowlane korzystały wyłącznie z dynamitu. Łącznie przy budowie pracował ok. 3000 robotników, głównie chińskich imigrantów. Za projekt i wykonanie inwestycji odpowiadał natomiast William Hood.
Obecnie (XXI w.) z tego odcinka torów korzysta ok. 40 pociągów dziennie, a większość z nich jest dłuższa niż sama spirala, co pozwala obserwować sytuację, w której wagony tego samego pociągu przejeżdżają jeden pod drugim. Z tego względu Tehachapi Loop jest atrakcją dla miłośników kolei. Od 1957 roku obiekt znajduje się na stanowej liście zabytków (pod numerem 508), a w 1998 roku został wpisany na listę krajowych zabytków inżynieryjnych.